# Miyamoto Musashi

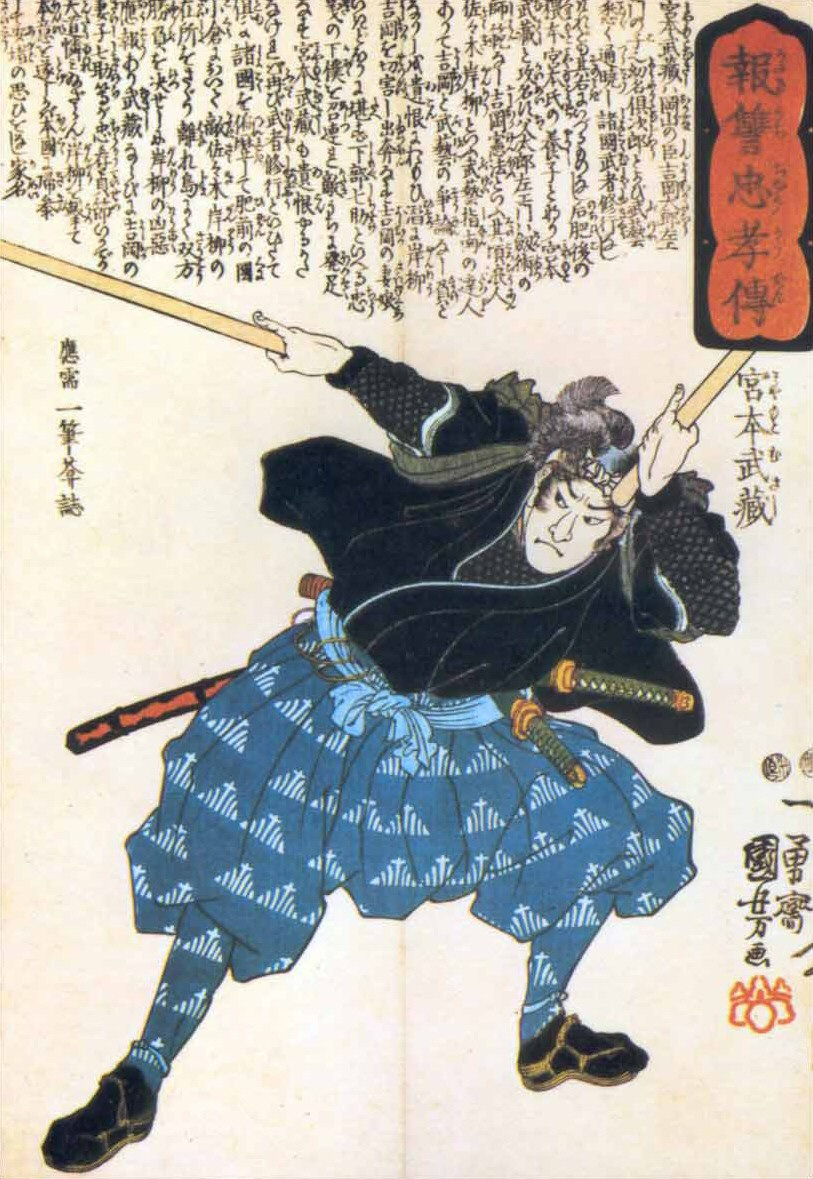
Miyamoto Musashi

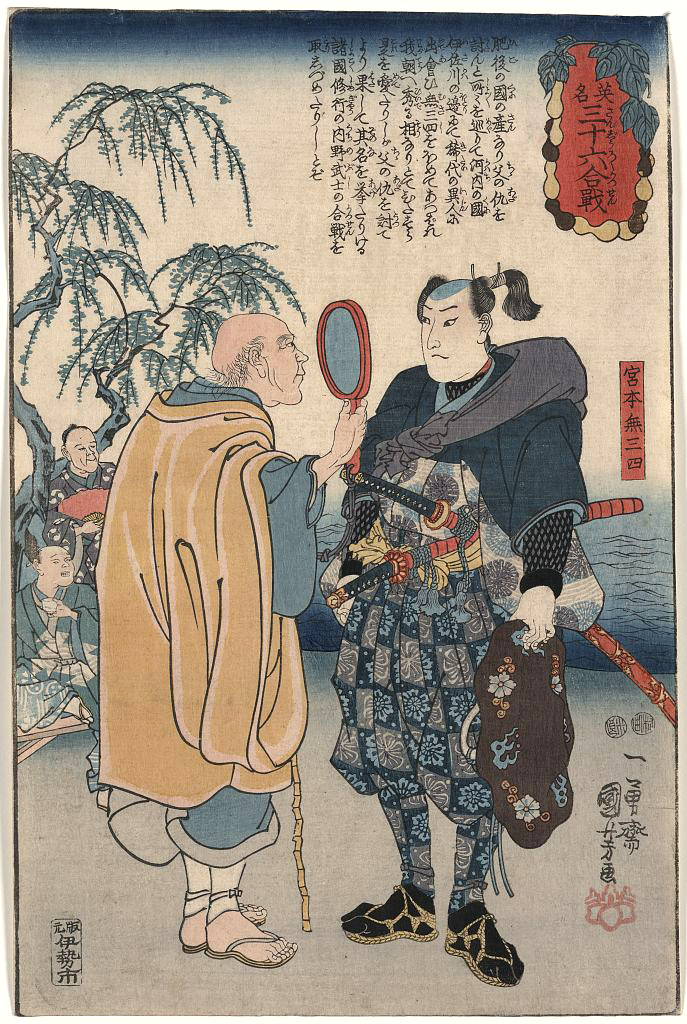
Musashi (till höger) får sin framtid spådd

Miyamoto Musashi (japanska: 宮本 武蔵), född cirka 1584 på Honshu, död 13 juni 1645 på Kyushu, var en japansk ronin och filosof som levde i det feodala Japan. Han är med all säkerhet den historiskt mest kända samurajen genom tiderna. Han är även känd under namnet Shinmen Takezo. Miyamoto Musashi är närmast en mytologisk figur och det är inte känt vad som är sanning och vad som är fiktion, men det finns bevis från ett flertal historiska dokument från diverse  platser i Japan som. Eftersom dessa skrifter även kom från de han slagits gentemot i fält, och duellerat med utan livet som insats. Miyamoto Musashi deltog även i fem krig, och har slagit sextiotvå svärdsstrateger och andra personer med hög skicklighet i olika vapenkonster och inte förlorat en enda duell. Enligt Robert von Sandor, fil dr i Japanologi, var Miyamoto en ronin, en samuraj som vandrade runt och utmanade erkända svärdsmän på duell för att på så sätt bevisa sin skicklighet. Detta gjorde han även redan som ung, då han kämpade vid 13 års ålder med en träpinne. Miyamoto Musashi förlorade ett slag, men kom överlevande från striden. Därefter blev han en så kallad ronin, herrelös samuraj.
I en av sina böcker skriver han dock att det en gång blev oavgjort. I boken De fem ringarnas bok (Go rin no shō) har han samlat sina strategier om krigskonst. Boken har fortfarande inflytande över modern kampsport och marknadsföring.
I Japan finns en staty höjd i hans namn, samt platsen han avled, av ålder, i en grotta, vid sin lärlings sida, som han sedan gav de personliga skrifterna, Go rin no shō, Dokkodo.

## I populärkulturen
Det har spelats in ett flertal filmer om Musashis liv, och skrivits flera böcker. Ett av dessa verk är boken Musashi (alt. Musashi samurajen), som skrevs av den japanska författaren Eiji Yoshikawa. Den.översattes till engelska 1981.
Novellen filmatiserades i tre delar som kom ut mellan 1954-1956. Huvudrollen av Musashi spelades av den japanska skådespelaren Toshiro Mifune. Den första filmen vann en Oscar för bästa utländska film 1955. 
- Samurai I: Musashi Miyamoto (1954)
- Samurai II: Duel at Ichijoji Temple (1955)
- Samurai III: Duel at Ganryu Island (1956)